# ان‌جی‌سی ۶۳۸۴
ان‌جی‌سی ۶۳۸۴ (انگلیسی: NGC 6384) نام یک کهکشان در صورت فلکی مارافسای است.